# 豊福泰造

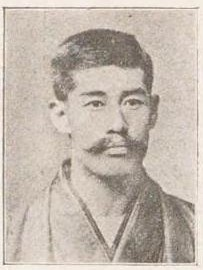
豊福泰造

豊福 泰造（とよふく たいぞう、1870年1月2日（明治2年12月1日） - 1945年（昭和20年）10月18日）は、日本の政治家。衆議院議員（1期）。

## 経歴
岡山県出身。東京専門学校及び哲学館で学ぶ。農業と林業を営む。粟広村(現・美作市)会議員、英田郡会議員、所得税調査委員となる。また、倉庫業を経営し、勝英銀行、勝英貯蓄銀行各頭取、播美軽便鉄道(株)社長を務めた。
1912年の第11回衆議院議員総選挙において岡山県郡部から立憲国民党公認で立候補して当選した。衆議院議員を1期務め、1915年の第12回衆議院議員総選挙には立候補しなかった。1945年に死去した。